# Deli Matsuo

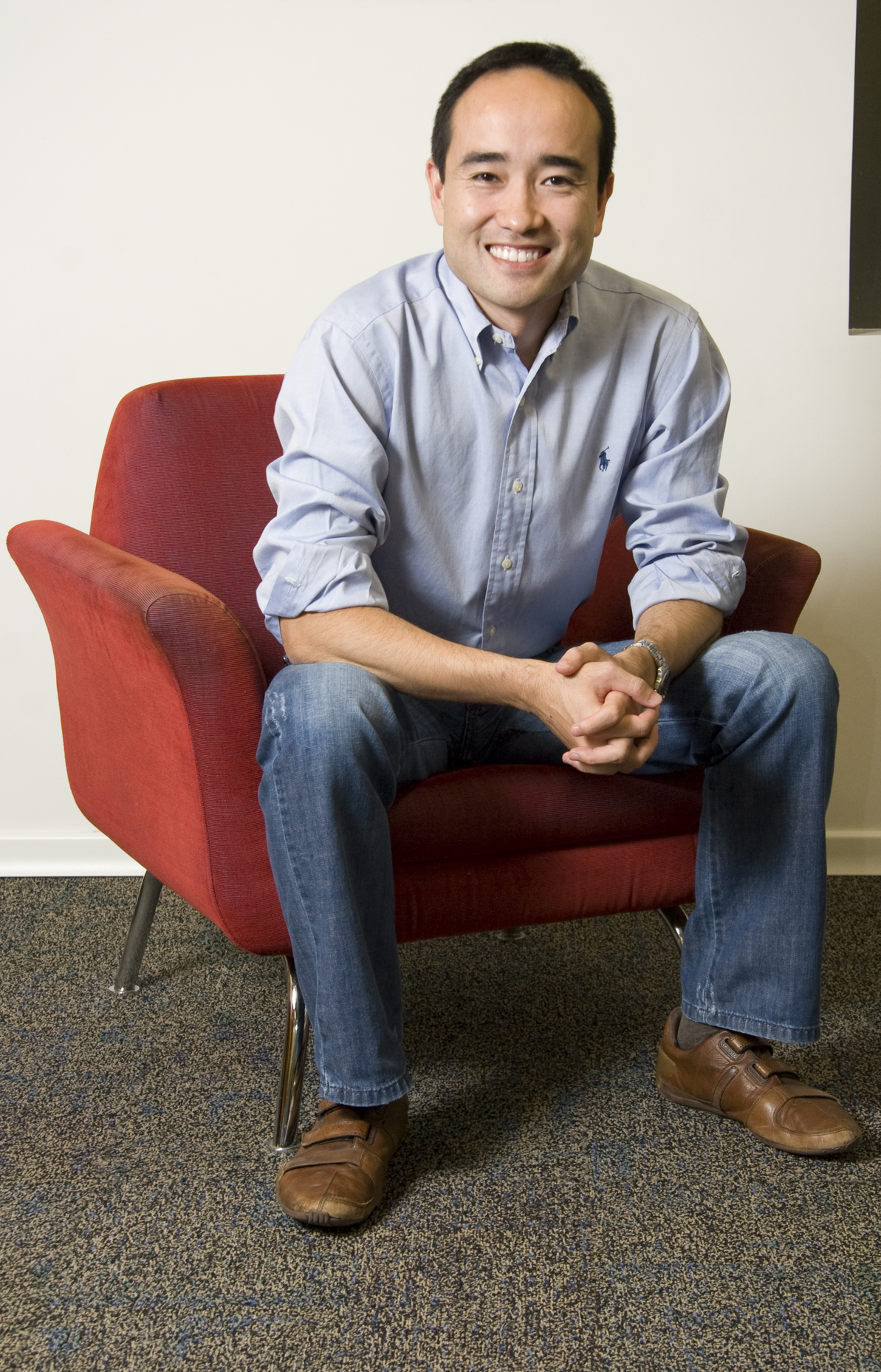
Deli Matsuo, CEO da Appus

Deli Matsuo é um empresário brasileiro. É o fundador e CEO da Appus, empresa de tecnologia que oferece soluções de HR Analytics (People Analytics), análises preditivas na área de gestão de pessoas com base em cruzamentos de dados. 

## Formação
Graduado em Engenharia Elétrica e Tecnologia da Informação, tem MBA em Administração de Empresas pela Fundação Instituto de Administração (FIA), em São Paulo.

## Carreira profissional
Allergan Inc
Deli trabalhou na Allergan Inc, como gerente sênior de RH para America Latina. Deli foi expatriado para a Cidade do México como diretor de RH entre 2003 e 2006.
Google
Deli foi diretor de Recursos Humanos para a América Latina da empresa de tecnologia Google entre 2006 e 2010. 
Em 2010, Deli foi expatriado para Tóquio, liderando o RH do Google para Ásia e América Latina. Em 2011 foi transferido novamente, desta vez para o Vale do Silício, em Mountain View, na Califórnia. Deli liderou o RH do Google Commerce e participou do início do grupo de due diligence na aquisição da Motorola Mobility, antes de aceitar uma proposta do Grupo RBS e voltar a residir no Brasil.
RBS
Entre novembro de 2011 e junho de 2015, Deli foi vice-presidente de Pessoas e Tecnologia da empresa de mídia Grupo RBS, onde foi responsável pela estratégia de gestão e desenvolvimento de pessoas e pela área de tecnologia. Neste período, foi também membro do Conselho de Administração da e.Bricks Digital, empresa de investimentos focada no desenvolvimento de negócios do setor digital brasileiro. 
Appus
A Appus, fundada em fevereiro de 2014, é uma empresa de inovação focada em pesquisar e desenvolver soluções computacionais de larga escala (big data) para que as empresas possam entender com mais profundidade os seus recursos humanos – suas pessoas. A empresa usa ciência e tecnologia de ponta para desenvolver sistemas preditivos de tendências na área de pessoas para que as empresas ganhem eficiência na gestão e no engajamento das pessoas. 